# Al-Diwaniya SC
Der Al-Diwaniya Sport Club (arabisch نادي الديوانية الرياضي, DMG Nādī d-Dīwāniyya ar-riyāḍī) ist ein 1965 gegründeter irakischer Sportverein aus Diwaniyya. Aktuell (Stand Juli 2025) spielt der Verein in der dritten Liga.

## Erfolge
- Irakischer Zweitligameister: 2016/17

## Stadion
Der Verein trägt seine Heimspiele im Al-Diwaniya Stadium in Diwaniyya aus. Das Stadion hat ein Fassungsvermögen von 5000 Personen.

## Trainer
| Trainer           | Nation    | von               | bis              |
| ----------------- | --------- | ----------------- | ---------------- |
| Qusay Munir       | Irak      | 6. März 2017      | 28. August 2017  |
| Ahmed Kadhim      | Irak      | 10. Mai 2018      | 16. Juni 2018    |
| Samir Kadhim      | Irak      | 17. Juni 2018     | 23. August 2018  |
| Razzaq Farhan     | Irak      | 14. Dezember 2018 | 26. August 2019  |
| Qusay Munir       | Irak      | 8. November 2020  | 5. Januar 2021   |
| Sadiq Saadoun     | Irak      | 31. August 2019   | 22. Oktober 2019 |
| Hazim Saleh       | Irak      | 7. Juli 2020      | 19. Oktober 2020 |
| Saad Hafidh       | Irak      | 20. Oktober 2020  | 7. November 2020 |
| Samir Kadhim      | Irak      | 6. Januar 2021    | 23. Februar 2021 |
| Luciano Soares    | Brasilien | 25. Februar 2021  | 4. Juni 2021     |
| Ahmed Khalaf      | Irak      | 6. Juni 2021      | 24. August 2021  |
| Qusay Munir       | Irak      | 12. August 2022   | 28. August 2022  |
| Haitham Al-Shboul | Jordanien | 21. Februar 2022  | 27. Januar 2023  |
| Samer Saeed       | Irak      | 29. August 2022   | 30. Juni 2023    |
| Jaseb Sultan      | Irak      | 28. Januar 2023   | 30. Juni 2024    |